# Skabbkur
Skabbkur var en mycket rekommenderad "behandlingsmetod" inom den tidiga sinnessjukvården. Man avsåg därmed att försätta patienten i ett tillstånd av plågsamma hudsensationer, klåda och allmän oro. Det är om denna skabbkur läkaren Anders Johan Hagström (adlad Hagströmer) på Danviks dårhus i Nacka 1788 säger:
"Skabb och utslag har jag ej behövt ympa vid Danviksdårhuset för att genom denna väg söka återbringa de galna till förståndet; den myckna trängsel, som varit i det gamla dårhuset, och de usliga rummen hava gjort, att skabbsmittan som oftast gått varvet om, då den genom någon nykommen eller eljest inkommit."
Någon gynnsam effekt av denna ofrivilliga "skabbkur" synes Hagström emellertid ej ha iakttagit.